# Хойновский сельсовет
Хойно́вский сельсовет (белор. Хойнаўскі сельсавет) — административная единица в Пинском районе Брестской области Беларуси. Административный центр — деревня Хойно.

## История
Образован 12 октября 1940 года в составе Жабчицкого района Пинской области. С 8 января 1954 года в составе Брестской области. 16 июля 1954 года сельсовет упразднен, территория вошла в состав новообразованного Вульковского сельсовета. 17 апреля 1959 года в состав Невельского сельсовета Пинского района перечислены деревни Большие Диковичи, Жидче, Малая Вулька, Стайки, Хойно Вульковского сельсовета, центр Невельского сельсовета перенесен в деревню Хойно, а сельсовет переименован в Хойновский, тогда же из состава сельсовета в состав Дубайского сельсовета перечислена деревня Перехрестье.

## Состав
В состав сельсовета входят следующие населённые пункты: 
- Большие Диковичи — деревня
- Жидче — деревня
- Малая Вулька — деревня
- Невель — деревня
- Семеховичи — деревня
- Стайки — деревня
- Хойно — деревня